# U.S. International Figure Skating Classic de 2018
O U.S. International Figure Skating Classic de 2018 foi a sétima edição do U.S. International Figure Skating Classic, um evento anual de patinação artística no gelo, e que fez parte do Challenger Series de 2018–19. A competição foi disputada entre os dias 12 de setembro e 16 de setembro, na cidade de Salt Lake City, Utah, Estados Unidos.

## Eventos
- Individual masculino
- Individual feminino
- Duplas
- Dança no gelo

## Medalhistas
| Evento                        | Ouro                                               | Prata                                                     | Bronze                                                 |
| Individual masculino detalhes | Nam Nguyen · Canadá                                | Michal Březina · República Tcheca                         | Jimmy Ma · Estados Unidos                              |
| Individual feminino detalhes  | Satoko Miyahara · Japão                            | Lim Eun-soo · Coreia do Sul                               | Kim Ye-lim · Coreia do Sul                             |
| Duplas detalhes               | Ashley Cain · Timothy LeDuc · Estados Unidos       | Audrey Lu · Misha Mitrofanov · Estados Unidos             | Ekaterina Alexandrovskaya · Harley Windsor · Austrália |
| Dança no gelo detalhes        | Madison Hubbell · Zachary Donohue · Estados Unidos | Christina Carreira · Anthony Ponomarenko · Estados Unidos | Misato Komatsubara · Tim Koleto · Japão                |

## Resultados

### Individual masculino
| Pos.              | Nome                  | Nacionalidade    | Pontos | PC         | PL         |
| ----------------- | --------------------- | ---------------- | ------ | ---------- | ---------- |
| Medalha de ouro   | Nam Nguyen            | Canadá           | 213.52 | 80.28 (1)  | 133.24 (2) |
| Medalha de prata  | Michal Březina        | República Tcheca | 208.27 | 79.57 (2)  | 128.70 (4) |
| Medalha de bronze | Jimmy Ma              | Estados Unidos   | 206.10 | 73.21 (4)  | 132.89 (3) |
| 4                 | Vincent Zhou          | Estados Unidos   | 204.62 | 61.72 (6)  | 142.90 (1) |
| 5                 | Slavik Hayrapetyan    | Armênia          | 188.93 | 69.00 (5)  | 119.93 (6) |
| 6                 | Hiroaki Sato          | Japão            | 176.30 | 56.34 (9)  | 119.96 (5) |
| 7                 | Harrison Jon-Yen Wong | Hong Kong        | 171.59 | 57.80 (7)  | 113.79 (7) |
| 8                 | Yaroslav Paniot       | Ucrânia          | 165.79 | 74.97 (3)  | 90.82 (10) |
| 9                 | Andrew Dodds          | Austrália        | 160.90 | 54.77 (10) | 106.13 (8) |
| 10                | Micah Tang            | Taipé Chinesa    | 154.90 | 56.81 (8)  | 98.09 (9)  |
| 11                | Jordan Dodds          | Austrália        | 130.13 | 45.62 (12) | 84.51 (11) |
| 12                | Chih-Sheng Chang      | Taipé Chinesa    | 109.64 | 40.17 (13) | 69.47 (12) |
| 13                | Yamato Rowe           | Filipinas        | 109.55 | 49.75 (11) | 59.80 (13) |

### Individual feminino
| Pos.              | Nome                    | Nacionalidade    | Pontos | PC         | PL         |
| ----------------- | ----------------------- | ---------------- | ------ | ---------- | ---------- |
| Medalha de ouro   | Satoko Miyahara         | Japão            | 201.23 | 67.53 (1)  | 133.70 (1) |
| Medalha de prata  | Lim Eun-Soo             | Coreia do Sul    | 187.30 | 64.85 (2)  | 122.45 (2) |
| Medalha de bronze | Kim Ye-Lim              | Coreia do Sul    | 176.65 | 61.30 (4)  | 115.35 (5) |
| 4                 | Yi Christy Leung        | Hong Kong        | 173.83 | 58.10 (5)  | 115.73 (3) |
| 5                 | Yuna Shiraiwa           | Japão            | 170.74 | 55.35 (6)  | 115.39 (4) |
| 6                 | Gabrielle Daleman       | Canadá           | 169.15 | 63.28 (3)  | 105.87 (7) |
| 7                 | Courtney Hicks          | Estados Unidos   | 164.58 | 50.89 (10) | 113.69 (6) |
| 8                 | Akari Nakahara          | Estados Unidos   | 143.07 | 53.29 (7)  | 89.78 (10) |
| 9                 | Brynne Mcisaac          | Estados Unidos   | 141.61 | 51.20 (9)  | 90.41 (9)  |
| 10                | Eliška Březinová        | República Tcheca | 139.77 | 51.82 (8)  | 87.95 (11) |
| 11                | Andrea Montesinos Cantu | México           | 138.82 | 45.61 (12) | 93.21 (8)  |
| 12                | Isadora Williams        | Brasil           | 135.92 | 48.10 (11) | 87.84 (12) |
| 13                | Josefin Taljegard       | Suécia           | 110.44 | 38.58 (14) | 71.86 (13) |
| 14                | Katie Pasfield          | Austrália        | 105.23 | 39.52 (13) | 65.71 (14) |
| 15                | Brooke Tamepo           | Nova Zelândia    | 82.42  | 27.48 (15) | 54.94 (15) |

### Duplas
| Pos.              | Nome                                       | Nacionalidade  | Pontos | PC        | PL         |
| ----------------- | ------------------------------------------ | -------------- | ------ | --------- | ---------- |
| Medalha de ouro   | Ashley Cain / Timothy Leduc                | Estados Unidos | 173.05 | 59.10 (1) | 113.95 (1) |
| Medalha de prata  | Audrey Lu / Misha Mitrofanov               | Estados Unidos | 143.93 | 57.25 (2) | 86.68 (2)  |
| Medalha de bronze | Ekaterina Alexandrovskaya / Harley Windsor | Austrália      | 142.42 | 55.79 (3) | 86.63 (3)  |
| 4                 | Winter Deardorff / Max Settlage            | Estados Unidos | 128.91 | 45.07 (5) | 83.84 (4)  |
| 5                 | Camille Ruest / Andrew Wolfe               | Canadá         | 124.17 | 53.66 (4) | 70.51 (5)  |

### Dança no gelo
| Pos.              | Nome                                     | Nacionalidade  | Pontos | DC        | DL         |
| ----------------- | ---------------------------------------- | -------------- | ------ | --------- | ---------- |
| Medalha de ouro   | Madison Hubbell / Zachary Donohue        | Estados Unidos | 197.42 | 79.11 (1) | 118.31 (1) |
| Medalha de prata  | Christina Carreira / Anthony Ponomarenko | Estados Unidos | 174.04 | 68.61 (2) | 105.43 (2) |
| Medalha de bronze | Misato Komatsubara / Tim Koleto          | Japão          | 142.93 | 53.42 (4) | 89.51 (3)  |
| 4                 | Haley Sales / Nikolas Wamsteeker         | Canadá         | 142.48 | 54.11 (3) | 88.37 (4)  |
| 5                 | Karina Manta / Joseph Johnson            | Estados Unidos | 134.09 | 49.01 (6) | 85.08 (5)  |
| 6                 | Emily Lauren Monaghan / Ilias Fourati    | Hungria        | 126.27 | 49.54 (5) | 76.73 (6)  |
| 7                 | Teodora Markova / Simon Daze             | Bulgária       | 115.59 | 47.45 (7) | 68.14 (7)  |
| WD                | Marie-Jade Lauriault / Romain Le Gac     | França         | —      | — (WD)    |            |

## Quadro de medalhas
| Ordem | País             | Medalha de ouro | Medalha de prata | Medalha de bronze |    | Ordem por total |
| ----- | ---------------- | --------------- | ---------------- | ----------------- | -- | --------------- |
| 1     | Estados Unidos   | 2               | 2                | 1                 | 5  | 1               |
| 2     | Japão            | 1               |                  | 1                 | 2  | 2               |
| 3     | Canadá           | 1               |                  |                   | 1  | 4               |
| 4     | Coreia do Sul    |                 | 1                | 1                 | 2  | 2               |
| 5     | Austrália        |                 |                  | 1                 | 1  | 4               |
| 5     | República Tcheca |                 | 1                |                   | 1  | 4               |
| TOTAL | TOTAL            | 4               | 4                | 4                 | 12 | —               |